# Церковь Николая Чудотворца (Багаевская)
Церковь Николая Чудотворца (Свято-Никольский храм) — православный храм в станице Багаевской Ростовской области; Шахтинская и Миллеровская епархия, Багаевское благочиние.

## История

### Прошлое
В начале XVIII века на территории станицы существовала деревянная часовня, которая была заменена на деревянную церковь Николая Чудотворца. В 1740 году церковь обветшала и в 1744 году была переставлена на новое место подальше от Дона. Перенос церкви укоротил её жизнь, и в 1747 году казаки начали строить новый, также деревянный, храм. Он просуществовал более 30 лет. В 1782 году была заложена третью по счёту церковь, освящённая 8 октября 1783 года. В 1805 году станица переехала за реку Дон, на новом месте церковь Николая Чудотворца снова была освящена 23 апреля 1805 года. После ветшания этой церкви, на её месте была построена кирпичная каплица. Кирпичная трёхпрестольная церковь была построена в Багаевской в 1896 году в центре станичной площади. Храм был разрушен и разобран в 1936—1939 годах.

### Современность
Современная, каменная однопрестольная церковь строилась в 2008—2009 годах и была освящена Во имя святителя и чудотворца Николая, архиепископа Мирликийского. Находится на территории Багаевского кладбища.
Свято-Никольский храм представляет собой каменное одноэтажное здание. Основное помещение имеет большой круглый барабан со многими окнами и заканчивается шатровой крышей. На крыше установлена главка золотистого цвета на круглом глухом барабане. По обеим сторонам храмапостроены двухъярусные колокольни. Всего на здании церкви установлено четыре главки с ажурными крестами.
На храмовой территории имеется одноэтажное здание служебное здание из красного кирпича. Ограда — металлическая ограда на каменных столбах, внутри территории разбит цветник. Центральный вход церкви украшают башенки с небольшими главками с крестами.
Настоятель Свято-Никольского храма — протоиерей Маштанов Александр Валентинович.